# Moby Dick (televisieprogramma)
Moby Dick was een televisieprogramma van BNNVARA dat door Matthijs van Nieuwkerk werd gepresenteerd. Het is ontstaan vanuit het invloedrijke DWDD-boekenpanel van het gelijknamige programma van Van Nieuwkerk.
In elke aflevering ging Van Nieuwkerk in gesprek met twee gasten die vertellen over boeken - jeugdboeken, romans, poëzie - die zij belangrijk vinden.
Naar de eerste aflevering keken 484.000 kijkers, maar dit aantal zakte al gauw naar 412.000 kijkers.

## Trivia
In 1991 maakte Van Nieuwkerk het boekenprogramma Prima Vista voor de VPRO.